# امپراتور گو-کوگین
امپراتور گو-کوگین (به ژاپنی: 後光厳天皇 Go-Kōgon-tennō)؛ زاده ۲۳ مارس ۱۳۳۸ درگذشته ۱۲ مارس ۱۳۷۴) چهارمین امپراتور در دربار شمالی در طول دوره نانبوکوچو بود. به گفته محققان پیش از میجی، سلطنت وی از سال ۱۳۵۲ تا ۱۳۷۱ را در بر می‌گرفت.